# Frances E. Allen
Frances Elizabeth "Fran" Allen (Peru (New York), 4 augustus 1932 – Schenectady (New York), 4 augustus 2020) was een Amerikaans informaticus. Ze heeft veel bijdragen geleverd op het gebied van compilers, code-optimalisatie en parallel programmeren. Ze is de eerste vrouw die de Turing Award heeft ontvangen. Ze is ook de eerste vrouwelijke IBM Fellow.

## Biografie
In 1954 behaalde Allen aan de State University of New York at Albany een bachelortitel in wiskunde. In 1957 behaalde ze een mastertitel in wiskunde aan de Universiteit van Michigan. Na haar bachelor heeft ze twee jaar lesgegeven aan een middelbare school maar ze besloot ook haar mastertitel te behalen. Op 15 juli 1957 ging ze bij IBM Research werken. Dit was aanvankelijk alleen om haar studieschulden af te betalen maar ze bleef haar gehele carrière werkzaam bij IBM. Haar eerste taak was het doceren van Fortran aan de onderzoekers bij IBM.
In het begin van haar wetenschappelijke carrière heeft ze veel samengewerkt met John Cocke. Allen heeft de basis gelegd voor optimalisatietechnieken in compilers, zoals systematische analyse van broncode en programmatransformatie. In 1984 richtte ze het PTRAN-project (Parallel TRANslation) op voor onderzoek naar het verbeteren van parallelle berekeningen. Een van de concepten die dit project heeft voortgebracht is de program dependence graph dat tegenwoordig veel wordt gebruikt door parallelliserende compilers.
In 1989 werd ze als eerste vrouw benoemd tot IBM Fellow. In 1997 werd Allen opgenomen in de WITI Hall of Fame. In 2000 werd de Frances E. Allen Women in Technology Mentoring Award ingesteld door IBM. Allen was de eerste die deze prijs ontving. In 2002 ontving ze de Augusta Ada Lovelace Award van de Association for Women in Computing. In dit jaar ging ze ook met pensioen. In 2006 ontving ze als eerste vrouw de Turing Award:
For pioneering contributions to the theory and practice of optimizing compiler techniques that laid the foundation for modern optimizing compilers and automatic parallel execution— Association for Computing Machinery
In 2007 werd de IBM Ph.D. Fellowship Award opgericht als eerbetoon aan haar.
Allen was lid van de National Academy of Engineering, de American Philosophical Society en de American Academy of Arts and Sciences. Ze was ook Fellow van de IEEE en het Computer History Museum.
Allen overleed op haar 88e verjaardag aan de gevolgen van de ziekte van Alzheimer.